# Olštýn
Olštýn ( [ˈɔlʃtɨn], polsky Olsztyn; německy  Allenstein, litevsky Olštynas, lotyšsky Olština, slezsky Uolsztyn, prusky Alnāsteini) je hlavní město Varmijsko-mazurského vojvodství v severním Polsku, na řece Łyna. Město má postavení okresu, žije v něm přibližně 170 tisíc obyvatel.

## Znak a vlajka
Postava apoštola sv. Jakuba Většího v oděvu poutníka s holí a svatojakubskou mušlí – světec je patronem města a symbolem polské přípojky Svatojakubské cesty, která vede z Litvy od katedrály sv. Jakuba v Rize do Olštýna a pokračuje přes Toruň, Krakov a Vratislav do Žitavy nebo do Prahy a dále přes Norimberk.

## Historie
Olštýn patřil od 14. století k sídlům řádu Německých rytířů a je od středověku sídlem arcidiecéze a hlavním městem historické země Varmie. Varmie byla v 16.–18. století součástí Polsko-litevského státu. Roku 1596 byla v katedrále vyhlášena polština jako jediný jazyk kazatelů. Mezi lety 1772 a 1918 byl polsko-litevský stát součástí Pruska a dále do roku 1945 k (Německu). Roku 1938 Němci vypálili synagógu (následně byla zbořena), poničili židovský hřbitov a uzavřeli pohřební budovu s rituální lázní. Na konci války většina německého obyvatelstva uprchla na výzvu okresního správce před 22. lednem roku 1945, kdy město obsadila 5. a 6. divize 3. běloruského frontu Rudé armády. V průběhu bojů bylo zničeno přes 40 % zástavby, hlavně v historickém centru, a vypáleno kolem 1 000 domů. Podle Postupimské dohody se město dostalo pod polskou správu a bylo dosídleno Poláky a Ukrajinci z východních území, připojených k Sovětskému svazu. Zbylí Němci byli vysídleni. Poslední sovětská jednotka opustila město v roce 1956.

## Současnost
Dnes je město předním hospodářským, vzdělávacím a kulturním centrem Varmijsko-mazurského vojvodství, nachází se zde jeho samosprávné orgány a důležité úřady regionu. Roku 1999 byla založena zdejší univerzita.

## Doprava
Olštýn je důležitý silniční a železniční uzel. V minulosti zde byla v provozu trolejbusová doprava, v současnosti je obnovována tramvajová síť. Letiště Olsztyn–Mazury je vzdáleno 60 km od města.

## Památky

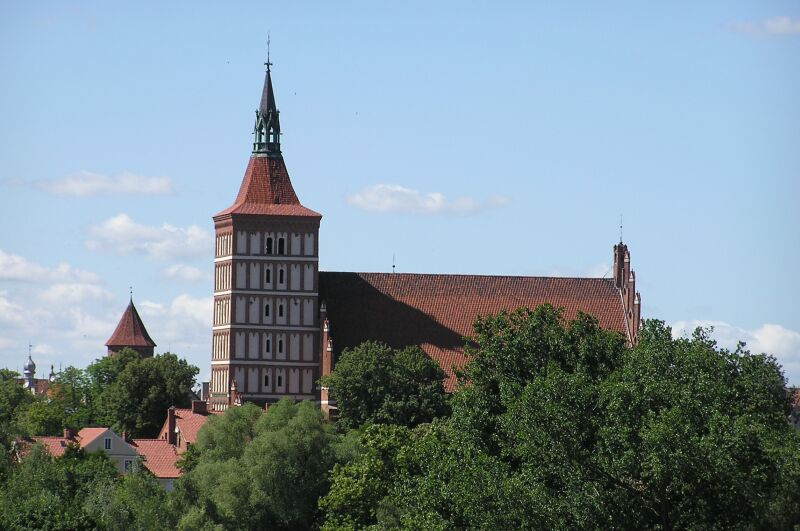
Katedrála sv. Jakuba

- Katedrála sv. Jakuba – původně dřevěná stavba, postupně nahrazena cihlovou; halové trojlodí z přelomu 15.–16. století se síťovými a sklípkovými klenbami, stavba ukončena roku 1596; v letech 1866–1868 proběhla generální rekonstrukce stavby; při požáru roku 1898 shořela část vnitřního zařízení, hlavní oltář je novogotický; na postranním oltáři: pozdně gotická mariánská archa, malba ukřižovaného Krista mezi sv. Petrem a Mojžíšem; sarkofág Mikuláše Koperníka;
- Zámek – cihlová gotická stavba, postavená v letech 1353–1360 jako hrad Řádu německých rytířů, bergfrít byl koncem 14. století zvýšen na devítipodlažní; druhá věž se nedochovala, přístavby dalších objektů pocházejí ze 17.–19. století, středověká část stavebního komplexu byla regotizovaná; roku 1945 vyrabována a pobořena; v 80. letech budova prošla generální rekonstrukcí.
- Evangelický kostel Vykupitele
- Budova staré radnice – pozdně gotická stavba, vchody sklenuté tzv. oslími hřbety z cihelných tvarovek.
- Budova nové radnice – renesanční stavba s věží, která je jednou ze tří dominant města; znovu dostavěna po roce 1956.
- Pohřební síň s rituální lázní a židovským hřbitovem; budovu navrhl arch. Erich Mendelsohn

## Muzea
- Zámek – muzeum regionální historie a umění; pamětní síň Mikuláše Koperníka (pobýval zde mezi léty 1516–1538); expozice filatelie
- Muzeum přírody
- Technické muzeum

## Osobnosti
- Mikuláš Koperník (1473 – 1543), astronom
- Erich Mendelsohn (1887–1953), architekt
- Juliusz Machulski (* 1955), režisér
- Piotr Wiwczarek (* 1965), hudebník

## Partnerská města
Partnerskými městy Olštýna jsou:
- Gelsenkirchen, Německo (1992)
- Châteauroux, Francie (1991)
- Kaliningrad, Rusko (1993)
- Luck, Ukrajina (1997)
- Offenburg, Německo (1999)
- Perugia, Itálie (2004)
- Richmond, Spojené státy americké (1995)
- Rovaniemi, Finsko (1976)
- Sønderborg, Dánsko (1984)

## Galerie
- Video

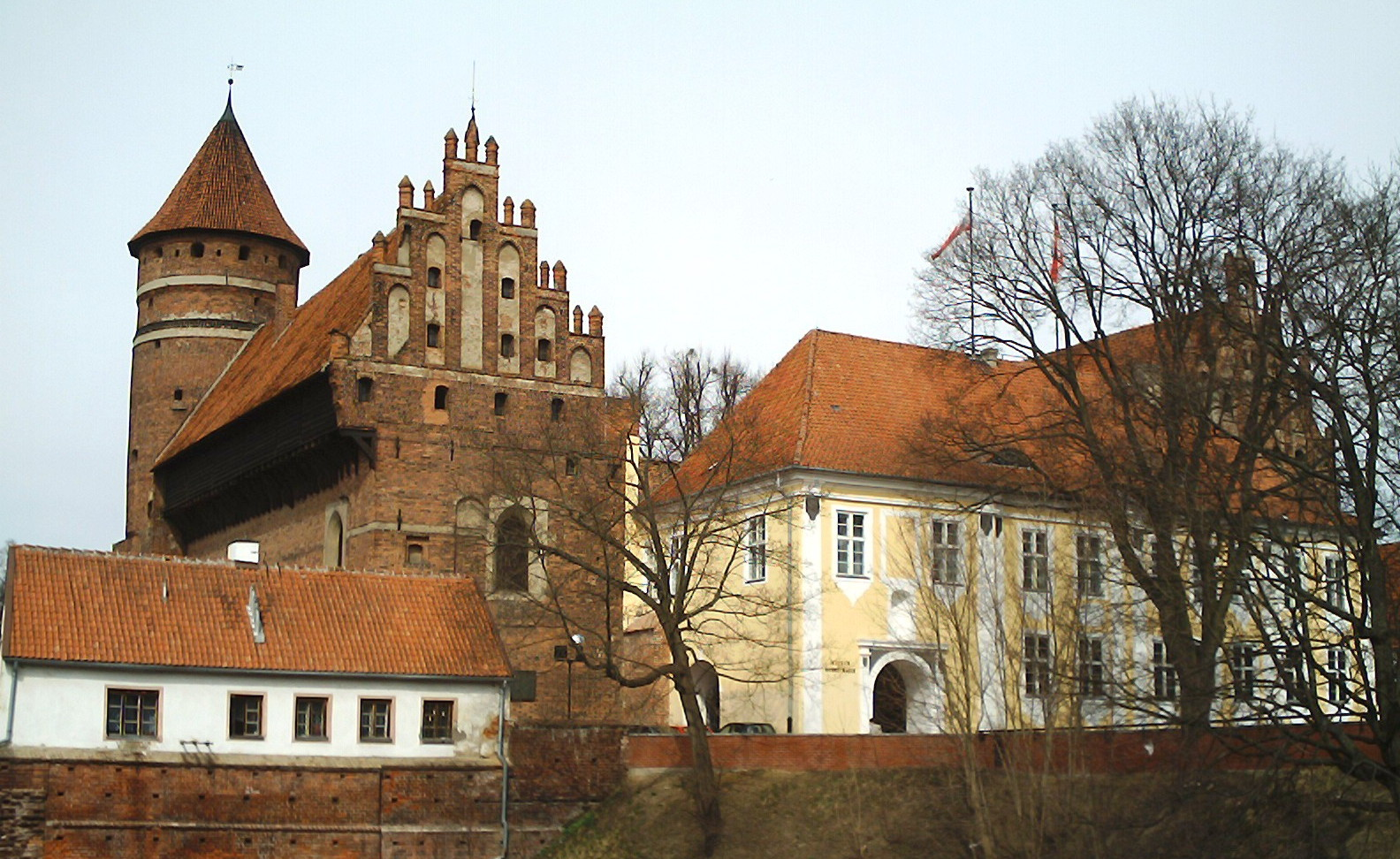
Areaál zámku
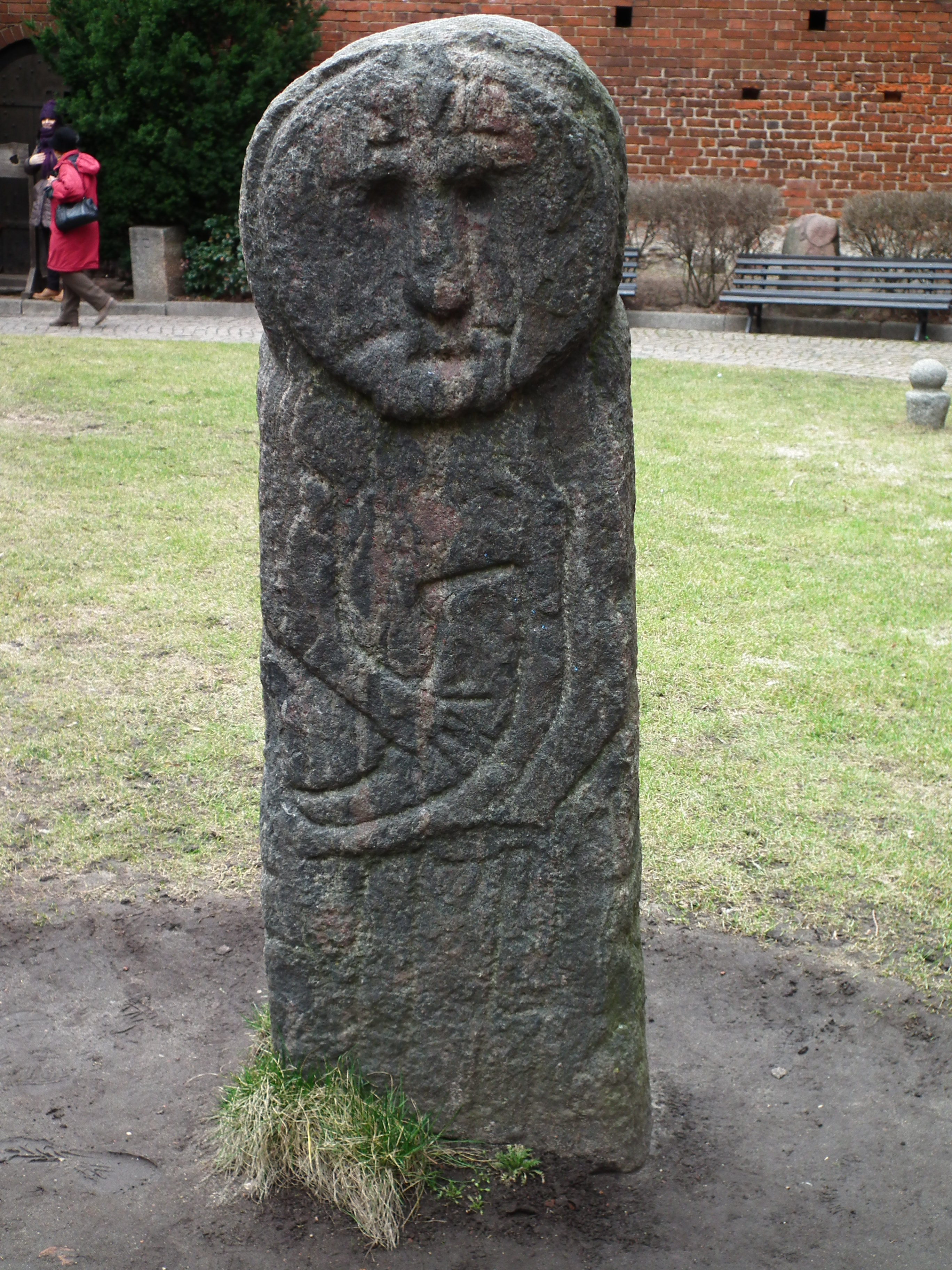
Pohanský idol Baba
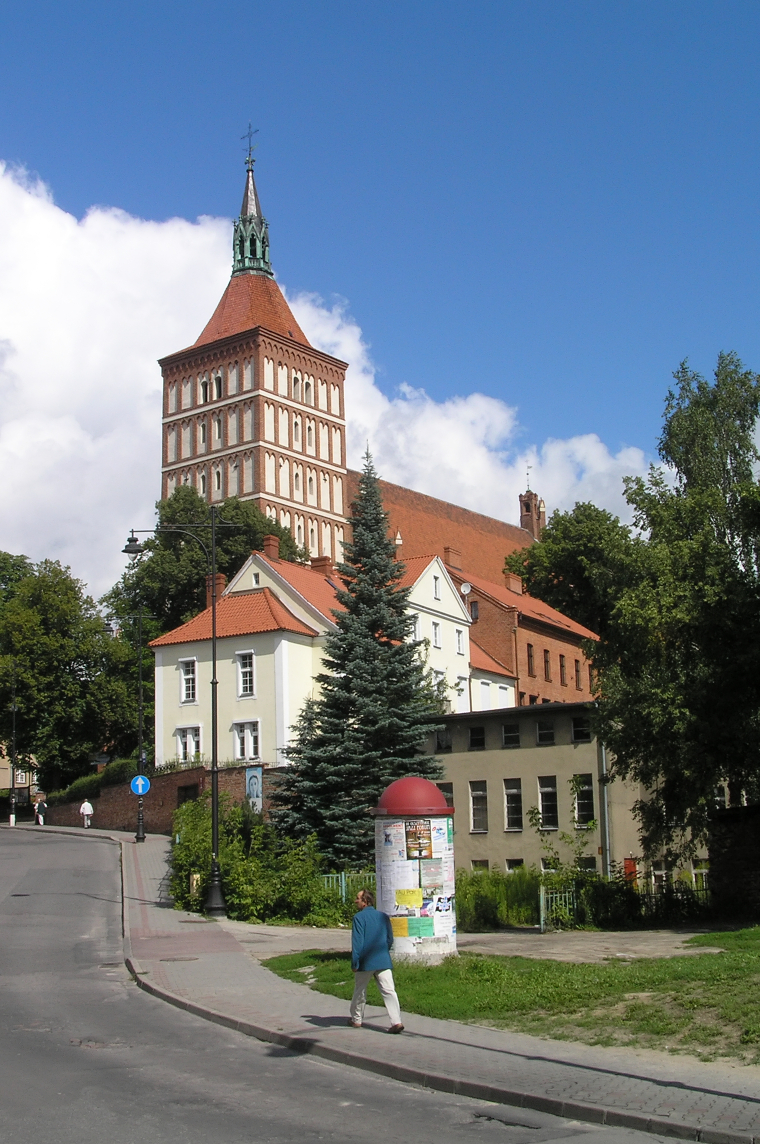
Katedrála
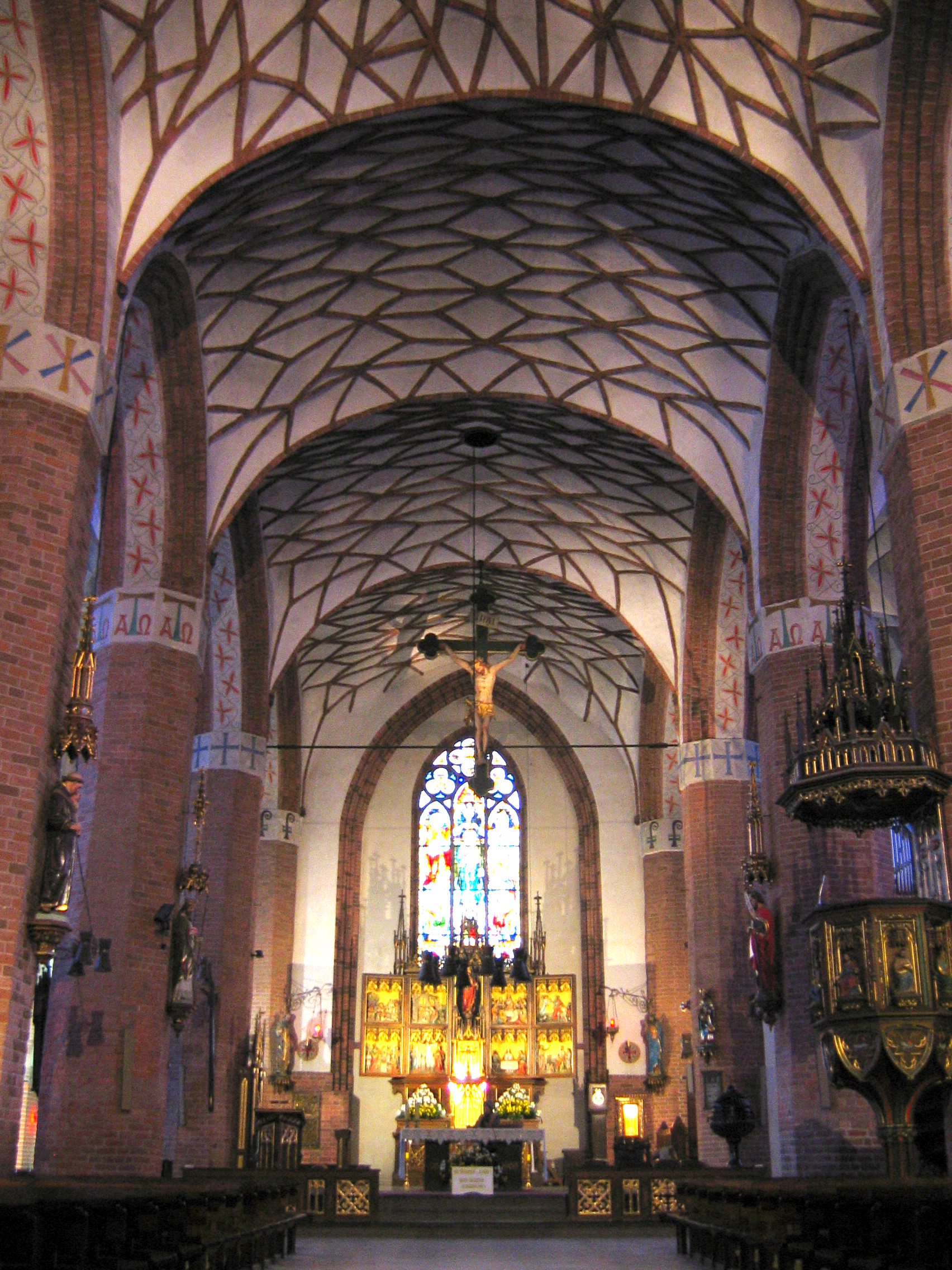
Hlavní loď katedrály
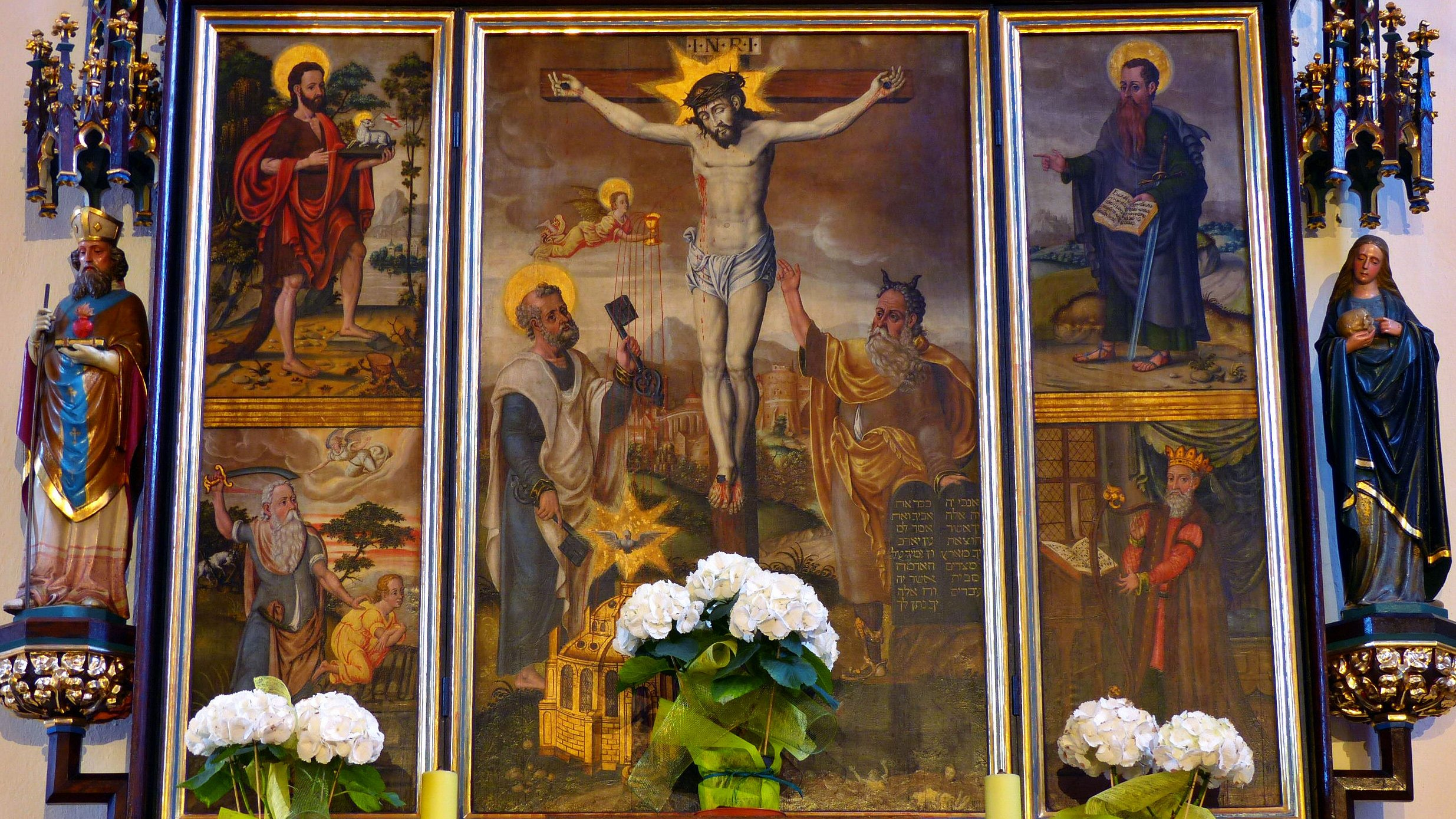
Oltář v katedrále
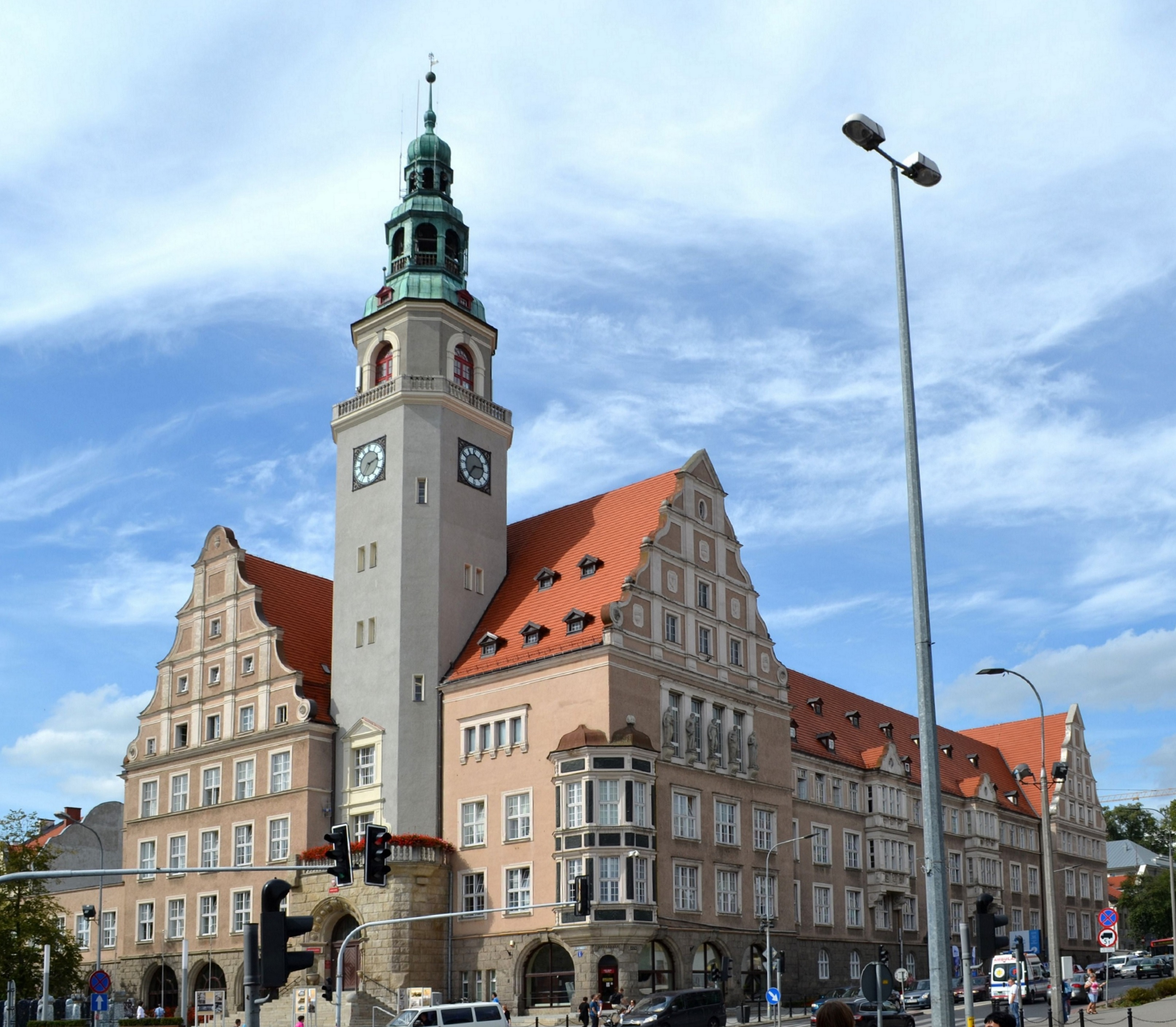
Nová radnice
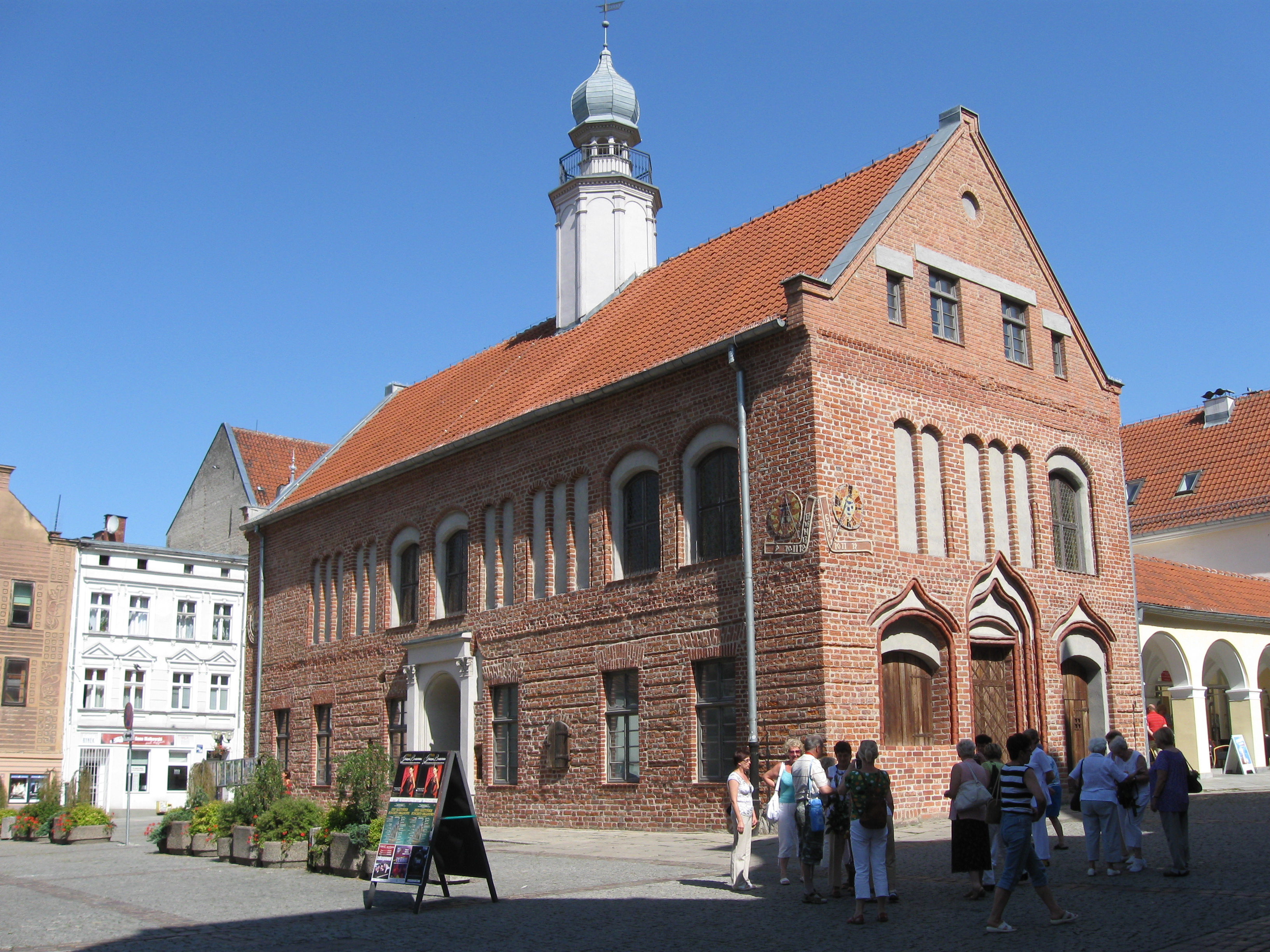
Stará radnice